# Crime et Châtiment (film, 1956)
Pour les articles homonymes, voir Crime et Châtiment (homonymie).
Pour plus de détails, voir Fiche technique et Distribution.
Crime et Châtiment est un film français, réalisé par Georges Lampin, sorti en 1956. Le film est librement inspiré du roman du même nom publié par Fiodor Dostoïevski en 1866.

## Synopsis
Un étudiant pauvre et tourmenté, René Brunel, tue une vieille usurière, Madame Orvet. Il ne touche pas à l'argent volé mais subit une torture morale de plus en plus insoutenable. Le commissaire Gallet le soupçonne mais n'a pas de preuves, d'autant plus qu'un jeune peintre à l'esprit faible, André Lesur, vient d'être arrêté et a avoué. Lili, une jeune prostituée à la foi peu commune influencera René qui ira libérer sa conscience chez le commissaire.

## Fiche technique
- Titre : Crime et châtiment
- Réalisation : Georges Lampin
- Scénario : Charles Spaak, d'après le roman Crime et châtiment de Fiodor Dostoïevski
- Producteur : Jules Borkon
- Directeur de production : Pierre Laurent
- Société de production : Champs-Elysées Films
- Distribution : Pathé Consortium
- Musique : Maurice Thiriet, avec l'orchestre de l'association des concerts Colonne, dirigé par Pierre-Michel Leconte (Éditions Méridian)
- Photographie : Claude Renoir
- Opérateur : Louis Stein, assisté de Andréas Winding et André Dubreuil
- Montage : Emma Le Chanois, assistée de Jacqueline Aubery
- Son : Jean Rieul, assisté de Guy Villette et Marcel Corvaisier
- Assistants réalisateurs : Pierre Granier-Deferre, Jean Léon
- Décors : Paul Bertrand, assisté de Eugène Roman, Maurice Pétri
- Photographe de plateau : Roger Forster
- Régisseur général : Margot Capelier, Michel Montbally
- Régisseur ensemblier : Roger Volper
- Maquillage : Jean-Paul Ulysse
- Coiffures : Paul Stern
- Bijoux de la maison A.Gaucherand
- Costumes : Marc Doelnitz
- Script-girl : Lili Hargous
- Pays de production :  France
- Trucages : LAX
- Enregistrement Westrex, sono optiphone Ricording
- Tirage : Laboratoire Franay, L.T.C Saint-Cloud
- Tournage dans les studios de Neuilly du 22 mai au 2 août 1956 et à Lyon[1]
- Genre : Drame
- Durée : 107 minutes
- Date de sortie :
  - France : 4 décembre 1956
- Affiche : André Bertrand (France)